# Tourisme au Saguenay–Lac-Saint-Jean

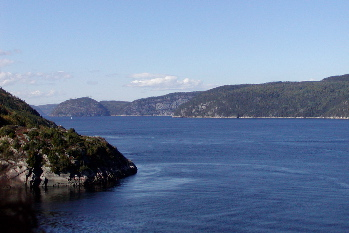
Rivière Saguenay

Le tourisme au Saguenay-Lac-Saint-Jean est une composante importante de l'activité économique de la région du Saguenay-Lac-Saint-Jean, l'une des 22 régions touristiques du Québec. La région tire son nom du lac Saint-Jean et de la rivière Saguenay qui relie le lac au Fleuve Saint-Laurent. La région est située sur la rive nord du Fleuve Saint-Laurent, dans le secteur géographique du bouclier canadien, au nord de Québec. La superficie du Saguenay–Lac-Saint-Jean est de 95 893 km2 soit la troisième plus grande région du Québec. On y compte 273 461 habitants appelés Saguenay-Jeannois qui vivent principalement le long de la rivière Saguenay et autour du Lac Saint-Jean. La forêt et l’eau sont en abondances dans la région.

## Attractions
La région du Saguenay-Lac-Saint-Jean offre des activités en lien avec la nature à cause de ses vastes forêts et étendues d'eau. On peut y pratiquer la randonnée, soit pédestre ou motorisée, aux différents endroits aménagés à ces effets, pendant les quatre saisons. Les étendues d'eau permettent d'y pratiquer des sports nautiques comme: le canoë, le kayak et le rafting. Les bleuetières sont la marque de commerce du Saguenay. On peut y visiter des musées, des centres d'interprétations et des sites historiques.

## Attractions Culturelles
Le musée amérindien de Mashteuiatsh' présente le mode de vie des Pekuakamiulnuatsh (nation montagnaise du Lac-Saint-Jean) à travers l’histoire écrite, la tradition orale, les vestiges archéologiques et les objets anciens.
La Fabuleuse Histoire d’un Royaume relate l’histoire du Québec à travers les principaux évènements survenus au Saguenay-Lac-Saint-Jean. Une centaine de comédiens participent à ce spectacle.

## Religion
L'Ermitage Saint-Antoine est un sanctuaire national fondé en 1907 (chalets, hôtel, camping, restauration, visite guidée, œuvres d’art, randonnée pédestre).

## Attraction militaire
Le musée de la défense aérienne de Bagotville présente les avions militaires à travers l’évolution des nouvelles technologies.

## Nature et Aventure
Les croisières du Fjord offrent leurs services de la mi-mai à la mi-octobre. Les embarquements se situent à Chicoutimi, à Sainte-Rose-du-Nord, à La Baie, à l’Anse-Sainte-Jean, à la Rivière-Éternité, au parc national du Saguenay et à Tadoussac.
La véloroute des bleuets est un circuit cyclable de 256 km asphalté. Elle ceinture le lac Saint-Jean.
Le parc national de la Pointe-Taillon, d'une superficie de 92 km2, fut habité au début du XIXe siècle et déserté dans les années 1920. Il est situé sur la côte sud en bordure du lac Saint-Jean.
Le parc national du Fjord-du-Saguenay, d'une superficie de 319,3 km2, relie entre elles la Baie Éternité, la Baie du Moulin à Baude et la Baie Sainte-Marguerite.
Le parc marin du Saguenay-Saint-Laurent permet l'observation de baleines en bateau ou en kayak.
Le zoo sauvage de Saint-Félicien a une étendue de 485 hectares, il abrite 1000 animaux, 75 espèces indigènes et exotiques et possède un train de balade.
Le village historique de Val-Jalbert est constitué d'une quarantaine de bâtiments d’origine, chute Ouiatchouan, activités et hébergement. Le moulin à pulpe de Val-Jalbert ferme en 1927 et devient une destination touristique. C’est un musée à ciel ouvert qui expose des maisons en bois d’époque, le couvent-école, le bureau de poste et le magasin général.

## Festivals et événements
En 2013 avait lieu le 175e anniversaire du Saguenay-Lac-Saint-Jean soit du 31 décembre 2012 au 31 décembre 2013. Dans la plupart des villes de la région se sont déroulées activités et festivals pour cette occasion. De plus, d'autres événements, qui se déroulent annuellement, été comme hiver, sont en vigueur. La grande Traversée internationale du lac Saint-Jean, le Festival jazz et blues de Saguenay, le Festival Regard sur le court métrage et Saguenay en neige sont des événements populaires dans la région. Les célébrations locales sont un bon moyen de découvrir le mode de vie et coutumes des habitants. Des expositions en lien avec la restauration et la présentation des produits du terroir sont aussi organisées.  
Le festival des bières du monde de Saguenay est un événement important créé en 2009, avec 65 000 visiteurs en été 2013 . Il se déroule sur la Zone Portuaire de Chicoutimi. Cet événement vise à rassembler les gens et à parfaire leurs connaissances sur les bières. Des activités y sont présentées, autres que la dégustation, tels que des spectacles pour tous âges.
Le festival des vins de Saguenay, créé en 2007, accueille annuellement 35 000 visiteurs. Dans cet évènement qui se déroule en été à Chicoutimi, différentes sortes de vin peuvent être dégustées. Des conférences de vignerons et agents en vins font partie des activités présentées.     
Le festival Country de Labrecque, existant depuis 14 ans, a lieu à chaque année au début juillet. Ce festival se déroulant durant quatre jours, a pour but de rassembler familles, amis à participer à plusieurs activités. Dans les animations présentées, il y a des compétitions équestres, des spectacles, des parades, des rodéos de taureaux, etc. 
Saguenay en Neige présente une galerie d’art regroupant près de 250 œuvres de glace, un musée en plein air et des activités hivernales. 
Le festival du bleuet a pour but de célébrer le fruit sauvage local. Le bleuet est le moteur d’économie du Saguenay-Lac-Saint-Jean. Dans ce festival des spectacles professionnels, des concours sur le bleuet, des dégustations de la tarte géante et prix de la chanson et grand défilé font partie de l’animation.

## Hébergement
Plusieurs hébergements sont offerts pour ceux qui viennent visiter le Saguenay-Lac-Saint-Jean. Des gîtes, pourvoiries et auberges de jeunesse sont établis dans la région. Par exemple, en 2012, il y avait 2 893 unités disponible dont 1 112 étaient occupés pour un 38,5% de taux d'occupation. Voici ci-dessous un tableau représentant ces statistiques pour les cinq dernières années avec le prix et le revenu moyen par unité.   
| Année | Unités disponibles | Unités occupées | Taux d'occupation moyen (%) | Prix quotidien moyen ($) | Revenu moyen par unité disponible ($) |
| --- | ------------------ | --------------- | --------------------------- | ------------------------ | ------------------------------------- |
| 2012 | 2 893              | 1 112           | 38,5                        | 97,70                    | 37,80                                 |
| 2011 | 2 942              | 1 131           | 38,4                        | 93,30                    | 36,20                                 |
| 2010 | 2 892              | 1 121           | 38,8                        | 89,50                    | 35,20                                 |
| 2009 | 2 857              | 979             | 34,2                        | 84,90                    | 29,60                                 |
| 2008 | 2 918              | 1 105           | 37,9                        | 83,20                    | 31,90                                 |
| Tourisme Québec précise que ce sont des données fournies à titre indicatif qu'il faut utiliser avec réserve. |                    |                 |                             |                          |                                       |

## Transport

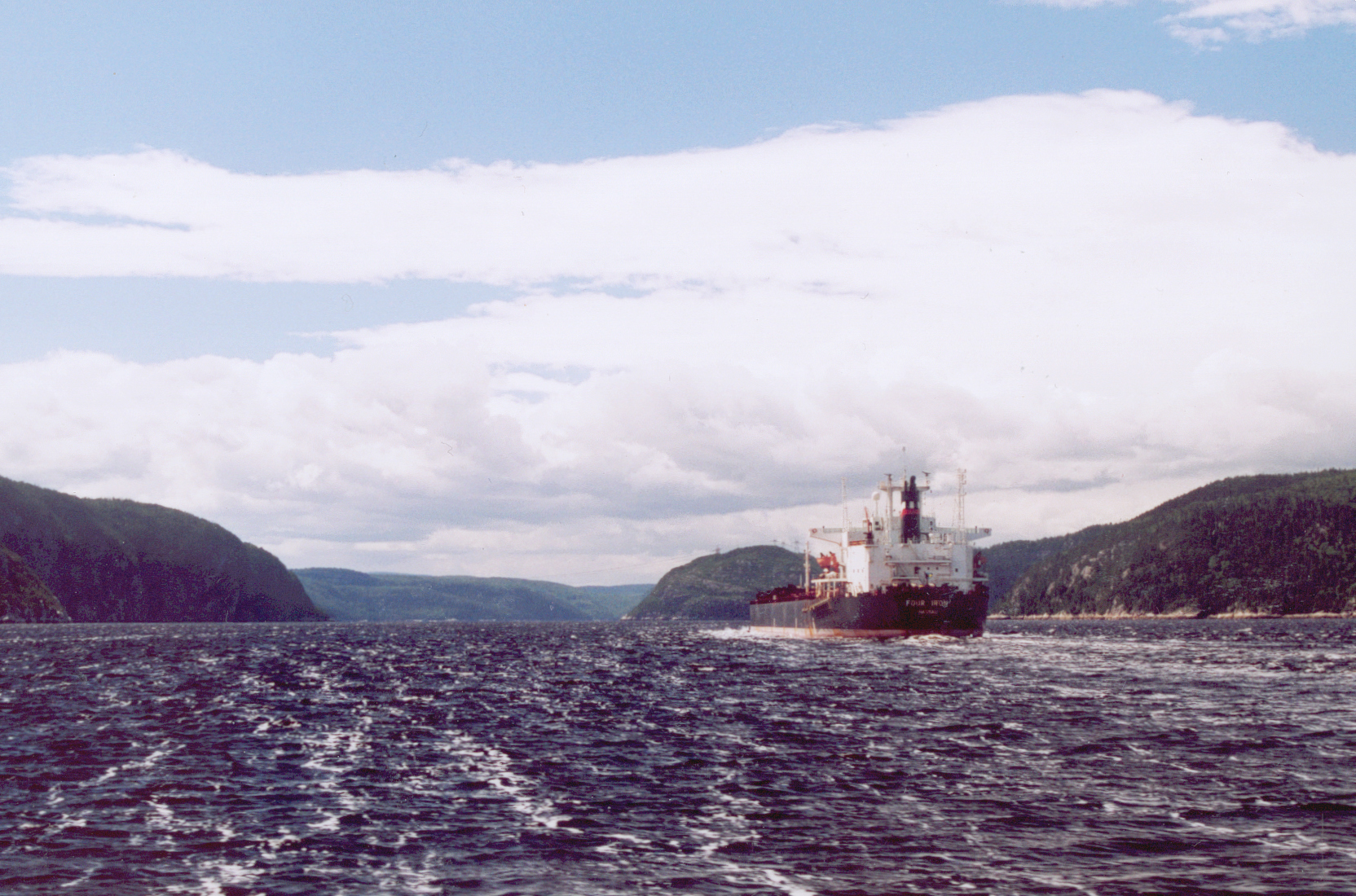
Cargo entrant dans la Rivière Saguenay.

Le Saguenay-Lac-Saint-Jean est accessible par la route en voiture, mais aussi en train. Un train de la compagnie Via Rail passe par cette région. De plus, trois aéroports sont disponibles en plus des nombreux bateaux qui voguent sur le lac Saint-Jean et la rivière Saguenay. Des tours d'autocars sont aussi offerts aux visiteurs qui veulent se promener à travers villes et villages et en apprendre davantage sur la région. Des pistes cyclables sont aussi aménagées. La Véloroute des Bleuets, qui est un trajet cyclable d'environ 250 km, fait le tour du Lac-Saint-Jean. Au fil des Rivières est un autre réseau cyclable en boucle qui relie  Albanel et Girardville.

## Restauration, gastronomie et produits du terroir
Dans le secteur de la restauration et des services alimentaires, en décembre 2012, la région touristique de Saguenay-Lac-Saint-Jean comptait 673 établissements de restauration et en 2011 ont procuré 5 300 emplois et rapporté des recettes totalisant près de 280 millions de dollars.
Des auberges offrent le service d'hébergement, mais aussi de restauration qui offre leur spécialité. En milieu rural et en milieu urbain, il y a des restaurants gastronomiques offrant des repas cuisinés avec des produits du terroir. Il y a, à travers la région, quatre circuits 'Saveurs régionales' qui permettent de visiter plus d’une douzaine de fromageries artisanales, de déguster des bières de microbrasseries et de goûter des produits provenant de chocolateries, pâtisseries et boulangeries. Des festivals agricoles sont aussi organisés pour présenter et faire goûter les aliments locaux,.

## Sports et plein air
Premièrement, dans cette région on retrouve l’un des évènements sportifs les plus durables en Amérique du Nord soit la traditionnelle Traversée du lac Saint-Jean. Cet évènement attire beaucoup de touristes; de plus Loto-Québec organise un immense souper en plein air et 10 000 personnes y participent. Deuxièmement, il y le tour du Lac Saint-Jean à vélo qui attire beaucoup de touristes, car cela permet de visiter la région tout en faisant du vélo dans un décor incroyable. Cette piste cyclable fait 256 km. En 2008, plus de 200 000 personnes sont allées faire la Véloroute des bleuets. Dans la région, 3 parcs nationaux attendent les amateurs de plein air.

## Principaux attraits touristiques
Voici une liste des principaux attraits touristiques du Saguenay-Lac-Saint-Jean :
- Zoo sauvage de Saint-Félicien
- Village historique de Val-Jalbert
- Musée amérindien de Mashteuiatsh
- La Fabuleuse Histoire d'un royaume
- Traversée internationale du lac Saint-Jean
- Ermitage Saint-Antoine
- Véloroute des Bleuets
- Camping & Plage Belley
- Parc national de la Pointe-Taillon
- Parc national des Monts-Valin
- Parc national du Fjord-du-Saguenay
- Parc marin du Saguenay–Saint-Laurent
- Parc Aventures Cap Jaseux
- Croisière d’un monde à l’autre
- La route des mille et une histoires
- Site touristique chute à l’ours
- Centre d’interprétation des battures et de réhabilitation des oiseaux
- Groupe Dufour Croisière
- Les écumeurs du Saint-Laurent
- Festival International des rythmes du monde
- Moulin des pionniers Doré
- Jardins zoologiques et aquariums

## Personnes à capacité physique restreinte
De nombreuses personnes à capacité physique restreinte veulent elles aussi voyager; cependant, cela nécessite des adaptations. Il y a de plus en plus de places où l'on commence à s'installer pour rendre accessible le tourisme aux personnes à capacité restreinte. Kéroul est entre autres une organisation qui a ce but. Voici quelques exemples de ce qu'a mis Kéroul en place au Saguenay-Lac-Saint-Jean. Le Parc national du Saguenay offre le service aux personnes ayant une déficience auditive et visuelle en plus d’avoir un accès partiel pour les fauteuils roulants. Le centre d'histoire et d'archéologie de la Métabetchouan offre les mêmes accessibilités à l'exception de l'auditif. De nombreux autres attraits, hébergement, restaurent sont eux aussi accessibles.

## Lauréats régionaux du Saguenay–Lac-Saint-Jean
*Prix Activités de plein air et de loisir
- 2010 :Site récréopatrimonial de la rivière Petit-Saguenay
- 2009 :Veloroute des bleuets
- 2008 :Veloroute des bleuets
- 2007 :Véloroute des Bleuets
- 2006 :Aventuraid - Girardville

*Prix Attractions touristiques : 100 000 visiteurs ou plus
- 2010 :Zoo sauvage de Saint-Félicien
- 2009 :Remporté par une autre région
- 2008 :Zoo sauvage Saint-Félicien
- 2007 :n/m
- 2006 :n/m

*Prix Attractions touristiques : Moins de 100 000 visiteurs
- 2010 :La route des mille et une histoires
- 2009 :Jardin Scullion
- 2008 :La Nouvelle Fabuleuse ou Les aventures d'un Flo
- 2007 :Musée du fjord
- 2006 :Site de la Nouvelle-France - Saint-Félix-d'Otis

*Prix Développement touristique : Restauration
- 2010 :À l'Orée des Champs
- 2009 :Microbrasserie du Lac St-Jean
- 2008 :n/m
- 2007 :n/m
- 2006 :n/m

*Prix Écotourisme et tourisme d'aventure
- 2010 :Fjord en Kayak
- 2009 :Parc aventures Cap Jaseux
- 2008 :Aventuraid, base éco aventure 4 saisons
- 2007 :Parc Aventures Cap Jaseux
- 2006 :n/m

*Prix Festivals et événements touristiques : Budget d'exploitation de moins de 1 M$
- 2010 :Les productions Caravane Films
- 2009 :Festival International des arts de la marionnette
- 2008 :Festival International des Rythmes du Monde
- 2007 :Festival International des Rythmes du Monde
- 2006 :Festival international des Rythmes du Monde

*Prix Festivals et événements touristiques : Budget d'exploitation de 1 M$ ou plus
- 2010 :Festival International des rythmes du monde de Saguenay
- 2009 :Festival International des rythmes du monde de Saguenay
- 2008 :n/m
- 2007 :n/m
- 2006 :n/m

*Prix Hébergement : Campings
- 2010 :Camping Belley
- 2009 :Site touristique Chute à l'ours de Normandin
- 2008 :Camping Mont-Plaisant de Roberval
- 2007 :Site touristique Chute à l’Ours de Normandin
- 2006 :Domaine du Lac Ha! Ha !

*Prix Hébergement : Établissements 1 à 3 étoiles
- 2010 :La Maison de Vébron
- 2009 :Comfort Inn Chicoutimi by Choice Hotels
- 2008 :Village-Vacances Petit Saguenay - chalets
- 2007 : n/m
- 2006 : n/m

*Prix Hébergement : Établissements 4 ou 5 étoiles
- 2010 :Hôtel Chicoutimi
- 2009 :Hôtel Chicoutimi
- 2008 :Centre de Congrès et Hôtel La Saguenéenne
- 2007 :Hôtel Universel
- 2006 : n/m

*Prix Hébergement : Gîtes
- 2010 :Château Murdok Gîte B&B
- 2009 :La Maison du Séminaire, Chicoutimi
- 2008 :Almatoit
- 2007 :La Nymphe des Eaux
- 2006 :Maison de la rivière Mistouk - Alma

*Prix Hébergement : Pourvoiries
- 2010 :La pourvoirie du Cap au Leste
- 2009 :La pourvoirie du Cap au Leste
- 2008 : n/m
- 2007 :Domaine du Lac Ha ! Ha !
- 2006 : n/m

*Prix Hébergement : Résidences de tourisme
- 2010 :Les Gîtes du Fjord
- 2009 : n/m
- 2008 :Domaine de la Rivière Mistassini
- 2007 :Domaine de la Rivière Mistassini
- 2006 : n/m

*Prix Personnalité touristique
- 2010 :Monsieur Jos Thomas
- 2009 :Monsieur Jules Dufour
- 2008 :Monsieur Louis Wauthier (La Nouvelle Fabuleuse ou Les Aventures d'un Flo)
- 2007 :Monsieur Laurier Savard - Corporation du circuit cyclable «Tour du Lac-Saint-Jean»
- 2006 :M. Jean Bergeron

*Prix Ressources humaines : Relève touristique
- 2010 :Madame Carole Bouffard
- 2009 :Madame Any Truchon (L'Échappée bleue)
- 2008 :Monsieur Maxime Belley (Camping et plage Belley)
- 2007 :Madame Cindy Gagnon
- 2006 : n/m

*Prix Ressources humaines : Superviseure touristique
- 2010 :Madame Marie-Alice Simard
- 2009 :Madame Orietta Gilbert
- 2008 :Madame Virginie Brisson (Tourisme Alma Lac-Saint-Jean)
- 2007 :Monsieur Martin Cloutier - Sépaq-Val-Jalbert
- 2006 : n/m

*Prix Services touristiques
- 2010 :Promotion Saguenay
- 2009 :Promotion Saguenay
- 2008 : n/m
- 2007 :Promotion Saguenay
- 2006 : n/m

Prix tourisme durable
- 2010 : Hôtel Chicoutimi
- 2009 : Hôtel Chicoutimi

Prix Agrotourisme et produits régionaux
- 2008 : Fromagerie Médard

Prix de l’Union des producteurs agricoles (Agrotourisme et produits régionaux)  
- 2007 : Fromagerie Médard

Prix de la Société des Alcools du Québec (Restauration – Développement touristique)
- 2007 : Auberge des Battures

Pour les lauréats de la région du Saguenay-Lac-Saint-Jean et des autres régions touristiques du Québec